# Alberto Contador
Alberto Contador Velasco (Pinto kraj Madrida, 6. prosinca 1982.) je španjolski profesionalni cestovni biciklist. 
S timom Discovery Channel pobjednik je poznate biciklističke utrke Tour de France 2007. godine, a 2008. je pobijedio na Giro d'Italia i Vuelta a España s Astanom. Također, pobjednik je Tour de France-a 2009. i 2010. godine kao član kazahstanskog tima Astana. Pobjeda iz 2010. mu je naknadno oduzeta zbog pozitivnog doping nalaza.
2011. osvojio je svoj drugi Giro d'Italia, ovaj put kao član tima Saxo Bank SunGard, međutim i ovaj naslov mu je nakladno oduzet. 
Novu pobjedu na ovoj utrci je ostvario 2015.
Drugu Vueltu je osvojio 2012., a treću 2014.
Peti je biciklist u povijesti koji je osvojio sva tri Grand Toura (Giro, Vuelta i Le Tour) i prvi Španjolac kojemu je to uspjelo.
Contador je poznat po svojim penjačkim sposobnostima, a od 2009. poznat je i kao uspješan trkač. Hvaljen je kao najbolji u svojoj kategoriji i kao solidan vozač na svim vrstama trke: penjačkim, trkačim i etapnim. 
Trenutno živi u rodnom Pintu.

## Rezultati na velikim utrkama[2]
| Grand Tour      | 2005. | 2006. | 2007. | 2008. | 2009. | 2010. | 2011. | 2012. | 2013. | 2014. | 2015. |
| --------------- | ----- | ----- | ----- | ----- | ----- | ----- | ----- | ----- | ----- | ----- | ----- |
| Giro d'Italia   | –     | –     | –     | 1     | –     | –     | 1     | –     | –     | –     | 1     |
| Tour de France  | 31    | –     | 1     | –     | 1     | 1     | 5     | –     | 4     | WD    | 5     |
| Vuelta a España | –     | –     | –     | 1     | –     | –     | –     | 1     | –     | 1     |       |

Obrisani rezultati = precrtano